# Chersoneso Taurica
Chersoneso Taurica in greco antico: Κερσόνας ἁ ποτὶ τᾷ Ταυρικᾷ?) o semplicemente Chersoneso (in greco antico: Χερσόνησος?, Chersónēsos; in latino Chersonesus; in ucraino Херсонес?, Chersones) e poi Cherson (in greco bizantino: Χερσών, Chersṓn; in slavo orientale antico: Корсунь, Korsun') è stata una città della penisola di Crimea, nei pressi della moderna Sebastopoli.
Fondata tra il VI ed il V secolo a.C. da coloni greci la città mantenne sempre una discreta indipendenza fino all'annessione al Regno del Ponto tra il II ed il I secolo a.C. Con l'arrivo dei Romani nella regione Chersoneso rimase parzialmente libera ma fu posta alle dipendenze del Regno del Bosforo Cimmerio fino al definitivo assoggettamento all'Impero romano. Prosperò nonostante le frequenti pressioni dei barbari locali, primi fra tutti Goti e Sciti, e fu poi annessa, dopo la caduta dell'Impero romano d'Occidente, all'Impero bizantino. Divenuta capoluogo dell'omonimo thema mantenne un'importante funzione commerciale verso oriente fino alla conquista e distruzione nel X secolo da parte di Vladimir I di Kiev. Dopo una rapida ripresa la città rimase alle dipendenze di Costantinopoli fino alla prima caduta della città nel 1204, quando passò nell'area d'influenza dell'Impero di Trebisonda.
Dopo i primi scavi sistematici nel 1827, protrattisi anche nei decenni successivi, il sito archeologico è stato riconosciuto patrimonio dell'umanità dall'UNESCO nel 2013.

## Storia
Fu fondata nel VI secolo a.C. come avamposto commerciale ionico, anche se la città vera e propria fu rifondata nel V secolo a.C. da coloni dori originari di Eraclea Pontica. Poco si sa dei primi anni di storia dell'insediamento ma il suo primo periodo di prosperità fu tra i secoli IV e II a.C. poiché la città controllava la penisola eraclea e le ricche pianure sulla sponda occidentale della Crimea fino alla moderna Eupatoria. Vi erano fitte relazioni commerciali con Atene e col Ponto, ed in epoca ellenistica anche con Delo, Rodi e Delfi.
Principali antagonisti furono i Tauri e gli Sciti e per molti anni la città tentò di rimanere indipendente dai Bosporani grazie alle fitte relazioni commerciali. La situazione di Chersoneso divenne precaria nel II secolo a.C. quando gli Sciti, sotto pressione da parte dei Sarmati, si stabilirono permanentemente in Crimea e fondarono un regno forte ed accentrato, spingendo la città a chiedere aiuto al regno del Ponto. Nel 179 a.C. risultava inclusa nel trattato tra Farnace I del Ponto ed Eumene II di Pergamo. Con la salita sul trono pontico di Mitridate VI nel 111 a.C., la Crimea e la sponda settentrionale del Mar Nero furono annesse dai generali Diofanto e Neottolemo e Chersoneso fu posta alle dirette dipendenze di Panticapeo.
Nel 46 a.C. la città invio un'ambasceria a Roma e Gaio Giulio Cesare le garantì libertà e indipendenza. Dopo la sua morte seguì un periodo di sostanziale anarchia finché Marco Vipsanio Agrippa non riorganizzò la Crimea; sebbene la città rimanesse libera de iure, fu assoggettata al Regno del Bosforo Cimmerio, stato cliente romano. I Bosporani però non riuscivano a garantire l'invio del grano dalla Sarmatia meridionale e per questo Nerone e i primi imperatori della dinastia flavia inviarono dei contingenti nella regione, partendo proprio da Chersoneso. La città fu liberata da un assedio scita da Plauzio Silvano e divenne probabilmente sede di una guarnigione militare romana, di cui si perdono le tracce tra gli imperi di Domiziano e Traiano anche se tra Adriano e Antonino Pio tornò ad essere una fortezza romana. Per compensare la perduta indipendenza fu dichiarata città libera.
Sotto la protezione dei Romani la città prosperò nuovamente anche se nel III secolo aumentarono le minacce di Goti, Sciti e Bosporani; nello stesso periodo la città fu nota come il maggiore sito produttivo di vino del mar Nero. Con la caduta dell'Impero romano d'Occidente la città fu annessa all'Impero bizantino, sotto il quale prosperò e divenne un importante centro religioso e commerciale, in particolare verso la Rus' di Kiev. Divenne inoltre capoluogo dell'omonima thema dell'Impero. Fu utilizzata anche come località di esilio, come testimonia il caso del deposto imperatore Giustiniano II Rinotmeto.
Nel X secolo fu distrutta da Vladimir I di Kiev, che pare fosse stato battezzato proprio a Chersoneso. Dopo una rapida ripresa la città rimase alle dipendenze dei bizantini fino alla prima caduta di Costantinopoli, durante la quarta crociata nel 1204, per poi diventare perateia (possedimento d'oltremare) dell'Impero di Trebisonda.
Il declino si ebbe tra il XIII e il XIV secolo per la concorrenza delle repubbliche marinare di Genova e Venezia e già nel XV secolo era in rovina.

## Galleria d'immagini

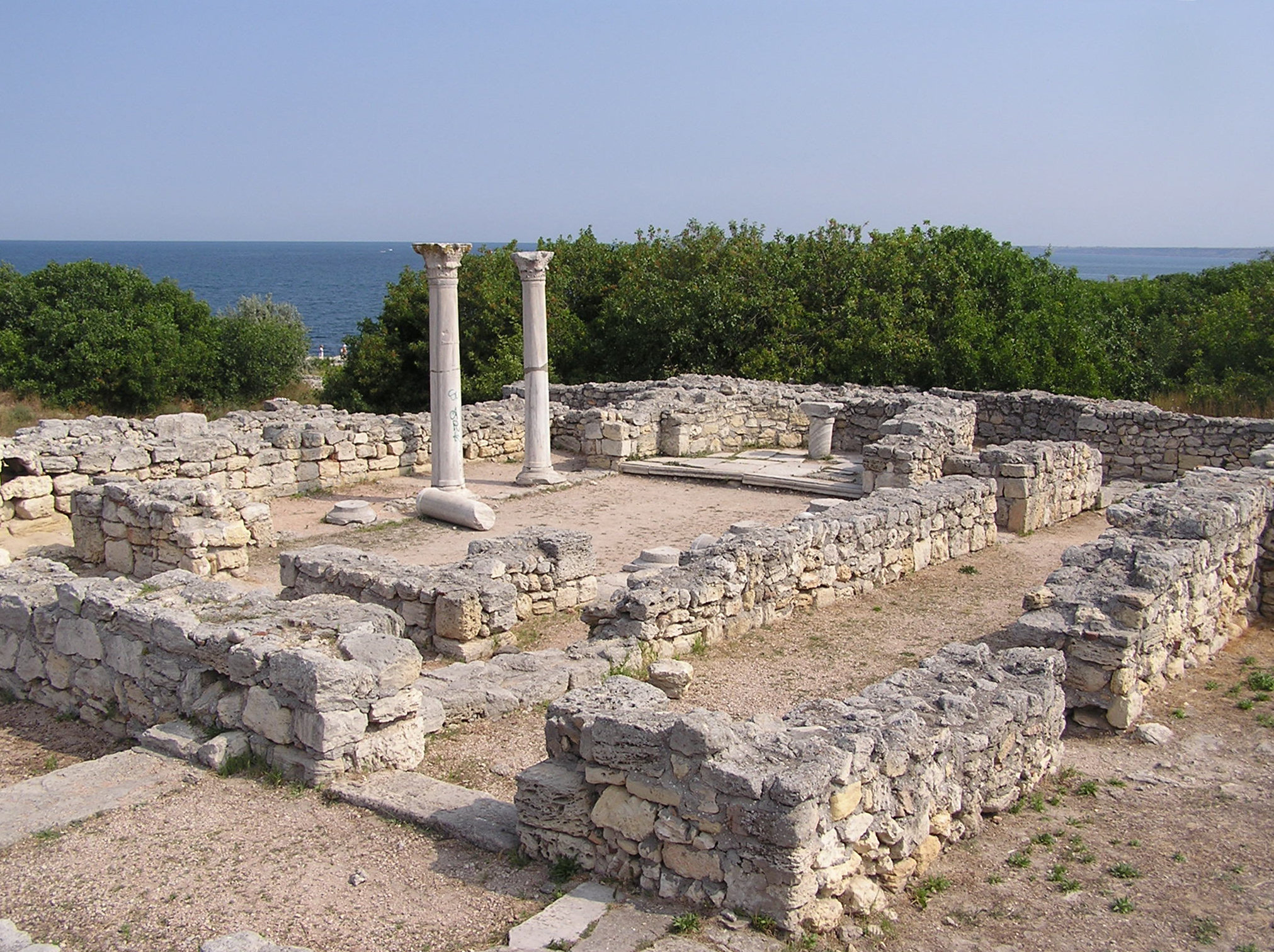
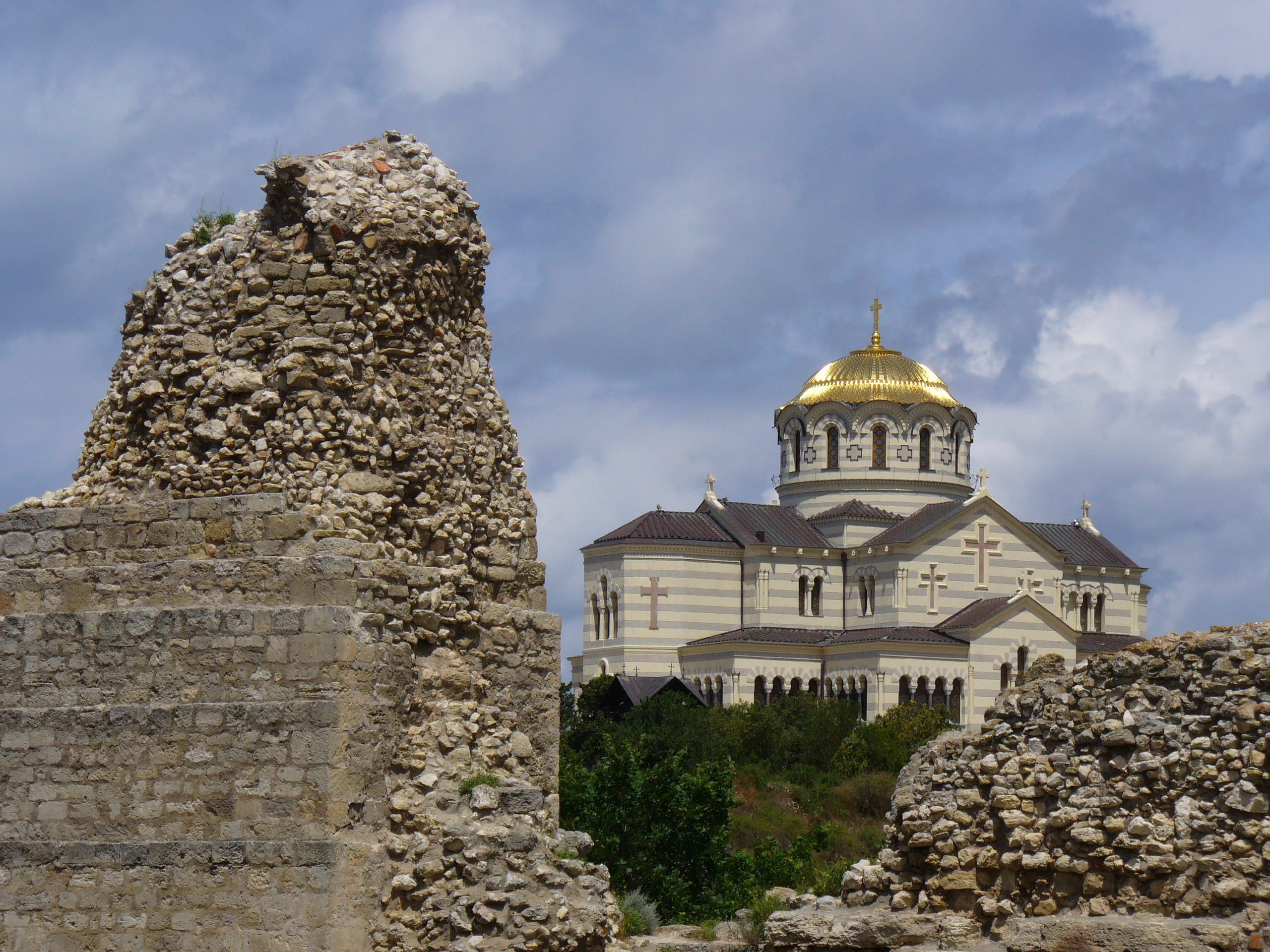
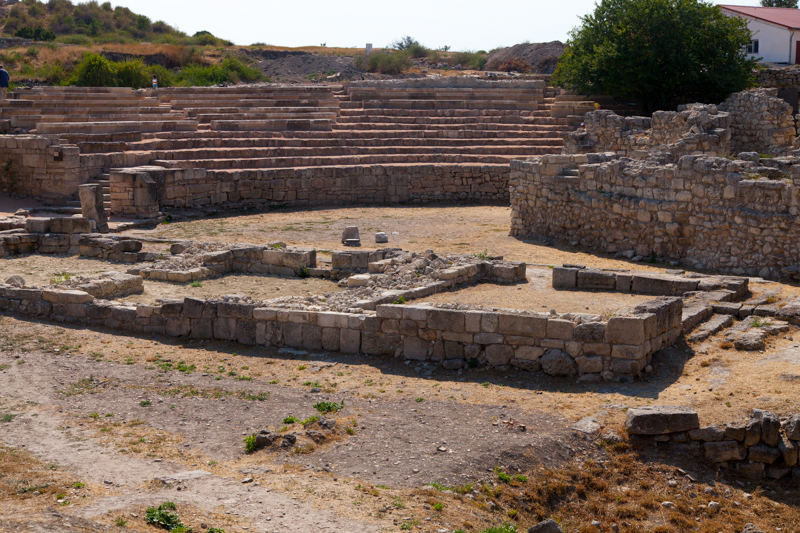
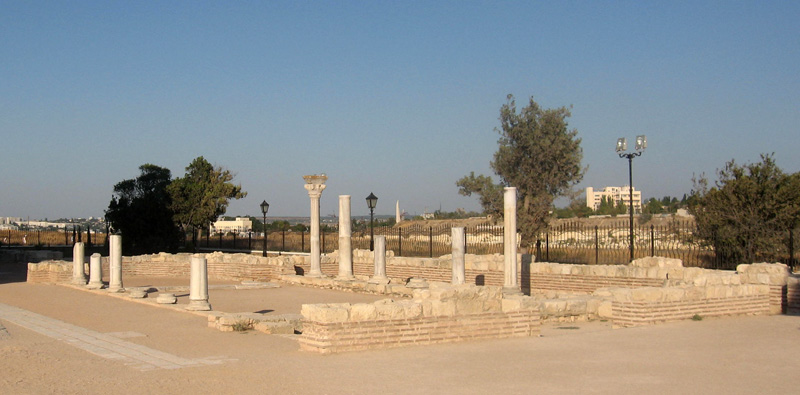